# 红光树小光壳炱
红光树小光壳炱（学名：Asteridiella knemae）是属于小煤炱目小煤炱科小光壳炱属的一种真菌，寄生在红光树上。该种分布于中国、印度尼西亚。